# Anusin
Anusin (in bielorusso: Анусін, in polacco: Anúsin) è un villaggio nell'ambito del distretto amministrativo del Comune di Siemiatycze, all'interno del distretto di Siemiatycze, nel Voivodato della Podlachia, nel nord-est della Polonia. 
Si trova a circa 6 chilometri a sudest di Siemiatycze e a 83 km a sud della capitale regionale Białystok.